# بات ماكلولين
بات ماكلولين (بالإنجليزية: Patrick McLaughlin)‏ هو لاعب كرة قدم بريطاني (وحمل سابقاً جنسية المملكة المتحدة لبريطانيا العظمى وأيرلندا) في مركز الهجوم، ولد في 1883 في المملكة المتحدة، وتوفي في 27 مارس 1916. لعب مع نادي فولهام ونادي بليث سبارتانز.